# 碟

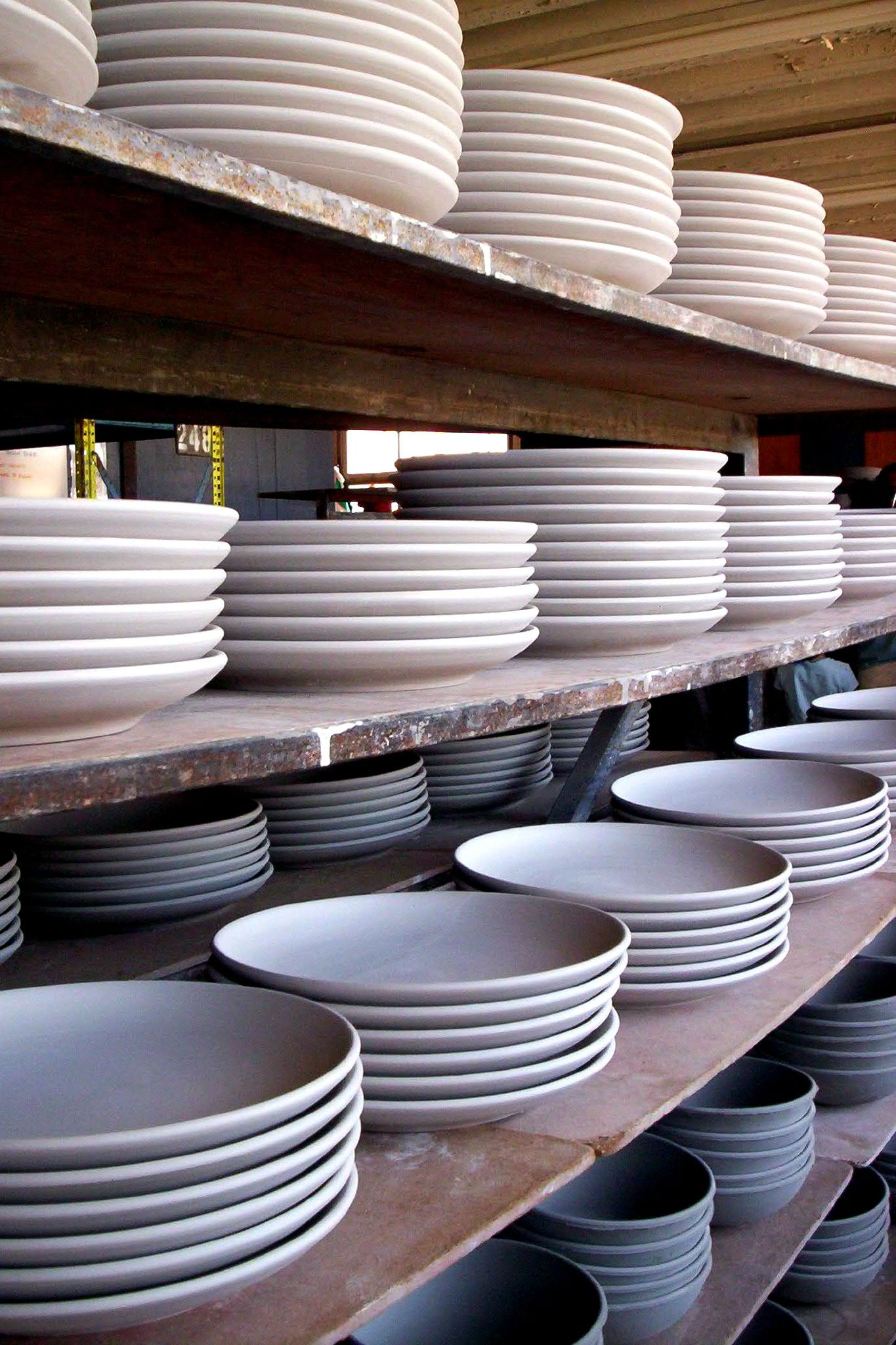
瓷器店裏未塗上彩釉的碟子

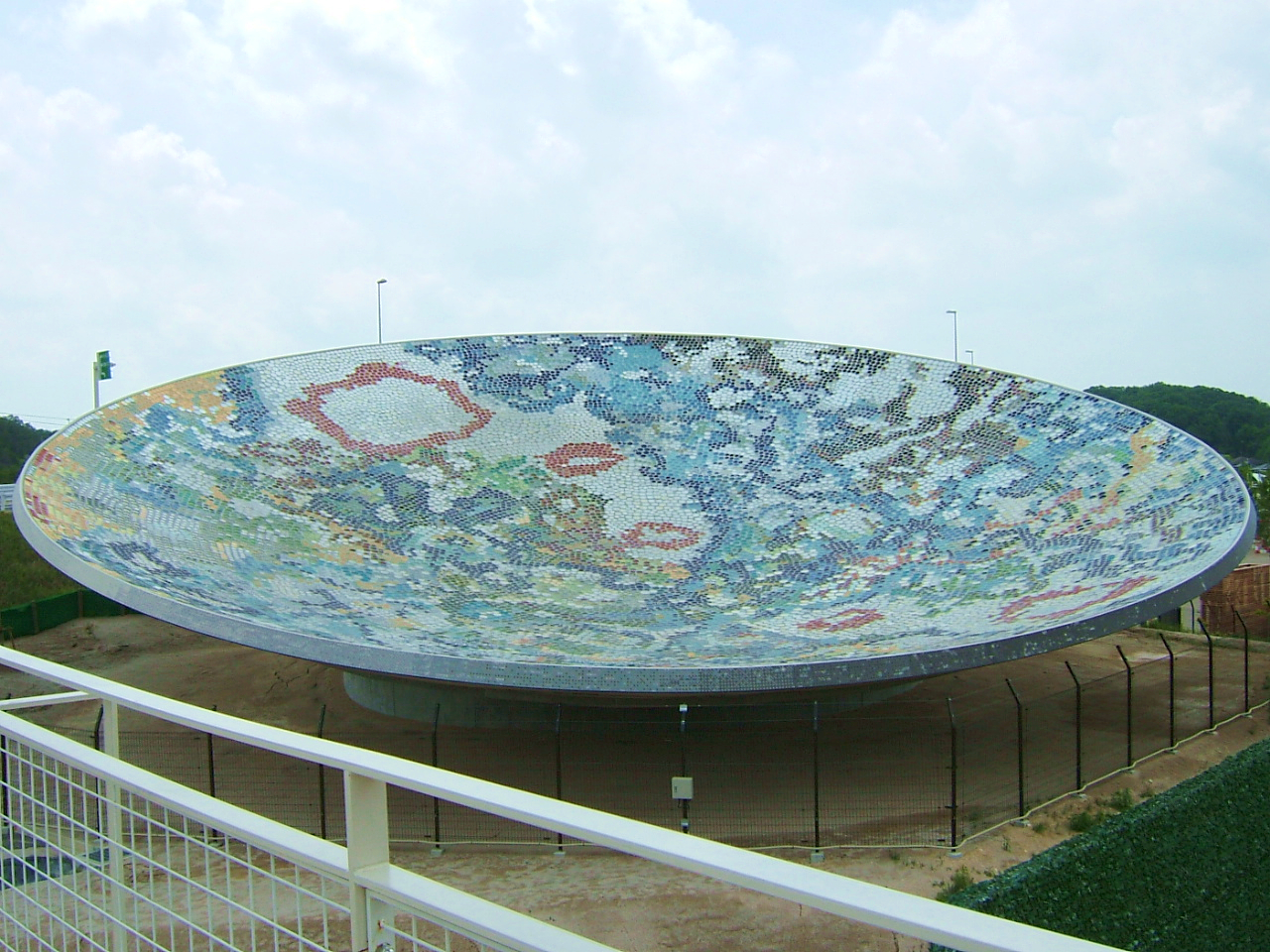
2005年日本國際博覽會上，主辦方用57萬件瓷器拼起的「天水皿」。

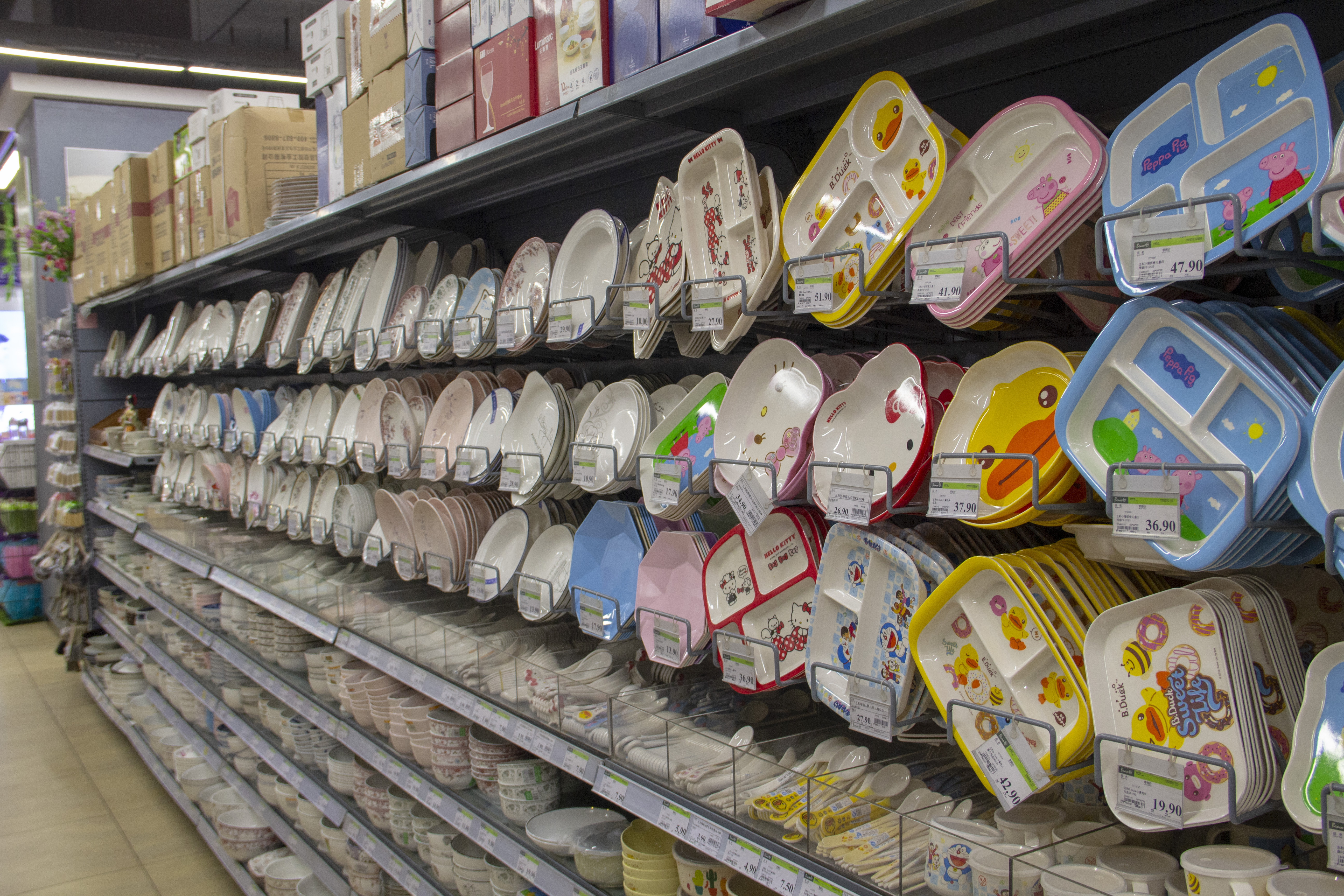
超市货架上的盘子和饭盒

皿、碟或盤子是淺而小的食用器具，用來盛載食物或其他飲食器具，一般是圓形的，大型碟皿較常稱作盤。但在粵語等部分漢族語言，這類器皿則通稱作「碟」。
為了盛載各式食物，皿的材料一般都是用堅硬材料製成，如陶瓷、玻璃、木、塑料、金屬等，這些物料也方便碟子清洗再用。現代的用完即棄皿則用發泡膠或紙張製成。皿也大小不一，小有用來盛杯子的杯碟，大有用來盛載分享食物的盤子。
西洋文化也習慣用皿盛湯，再用金屬湯匙勺起送進嘴裏飲用，湯剩下不多的時候，可以提起皿的一邊讓湯流到皿的一邊去再勺起飲用；東方飲食文化則習慣用碗盛湯，並可以直接提起碗把湯倒進嘴裏，兩種飲食文化可謂相映成趣。
由於皿的形狀平坦，表面可以畫上精巧細緻的裝飾圖案。這類皿則是用來陳列佈置的展品，而不用作食用器具。部分獎狀、紀念狀也會是皿形的。

## 引申運用
皿、碟、盤等字後來也被用來指形狀類似的物品，例如遊戲與練靶時用的飛盤；儲存數位資訊用的光碟、磁碟、硬碟；或是俗稱「飛碟」的扁圓形不明飛行物體。
港式粵語中「碟」則有唱片的意思，「出碟」、「大碟」和「細碟」分別解作「推出唱片」、「音樂專輯唱片」和「單曲唱片」。

## 延伸阅读
[在维基数据编辑]
 《欽定古今圖書集成·經濟彙編·考工典·盤部》，出自陈梦雷《古今圖書集成》
 《欽定古今圖書集成·經濟彙編·考工典·盆部》，出自陈梦雷《古今圖書集成》